# Charlie Wilson (musicien)
Pour les articles homonymes, voir Charlie Wilson et Wilson.

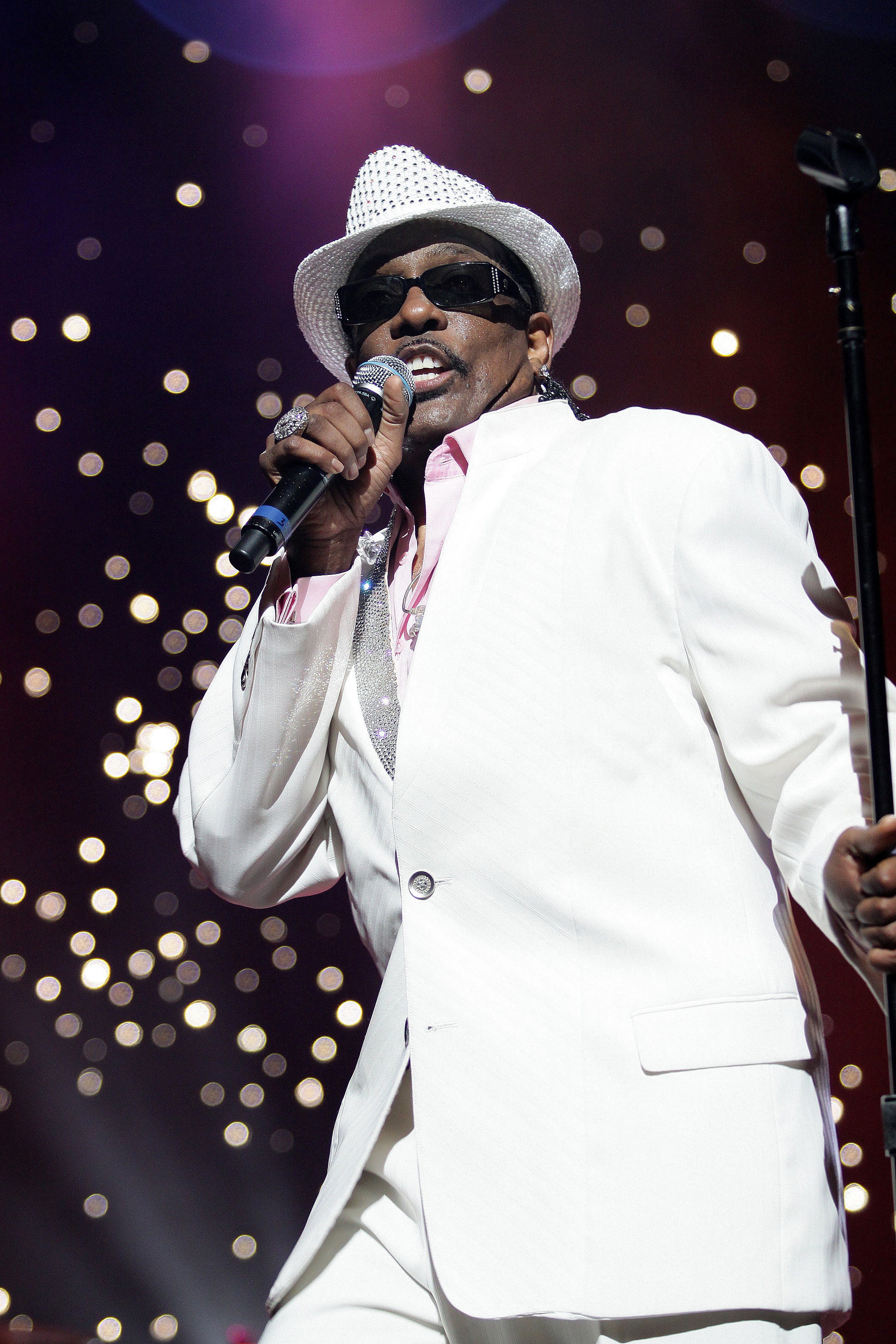

Charlie Kent Wilson (né le 29 janvier 1953) est un chanteur américain de R&B et soul connu sous le nom de Charlie Wilson. Il est l'un des membres fondateurs et chanteur du groupe The Gap Band.

## Biographie
En 1985, Charlie Wilson enregistre avec Roger Troutman et Zapp  le tube Computer Love. Cependant, la maison de disques de Charlie Wilson n'est pas au courant et oblige à le remplacer  par Shirley Murdock sur les versions ultérieures pour les voix principales.
En 1986, son groupe The Gap Band veut rompre le contrat le liant à leur manager mais celui-ci refuse et se venge en les empêchant de signer ailleurs. Cette situation délicate a entrainé les frères Wilson, à court d'argent, dans les déboires. Charlie Wilson devient sans domicile fixe à Hollywood Boulevard entre 1993 et 1995. Il ne pèse plus que 60 kilos. Un de ses cousins l'inscrit dans un programme de désintoxication de 28 jours. Charlie Wilson fait alors la rencontre d'une assistante sociale, Mahin Tat, qui deviendra sa femme en 1995.
En 1996, elle l'accompagne à une session d'enregistrement aux studios Can-Am de Tarzana et lui permet de retrouver le chemin du succès avec 4 titres qui figureront sur l'album "Tha Doggfather" de Snoop Doggy Dogg et lui permettront de participer à la tournée Lollapalooza Tour.
En 2005, il travaille avec R.Kelly sur un nouvel album "Charlie, Last Name Wilson", ce qui lui ouvre des opportunités.

## Discographie

### Albums
- 1992 : You Turn My Life Around
- 2000 : Bridging the Gap
- 2005 : Charlie, Last Name Wilson
- 2008 : Uncle Charlie
- 2010 : Just Charlie
- 2013 : Love, Charlie
- 2015 : Forever Charlie
- 2017 : In It To Win It

### Singles
- Kanye West - Bound 2

## Nominations et récompenses

### Grammy Awards
Charlie Wilson a été nommé 13 fois
- 1983 : Nomination dans la catégorie « Meilleure performance R&B instrumental » pour Where Are We Going? (avec The Gap Band)
- 1996 : Nomination dans la catégorie « Meilleure performance R&B chantée par un duo/groupe » pour Stomp (avec Quincy Jones)
- 2003 : Nomination dans la catégorie « Meilleure collaboration vocale Rap » pour Beautiful (avec Pharrell et Snoop Dogg)
- 2009 : 2 nominations dans les catégories « Meilleure performance vocale homme R&B » pour There Goes My Baby et "Meilleur album R&B" pour Uncle Charlie
- 2011 : 2 nominations dans les catégories « Meilleure performance R&B » et « Meilleure chanson R&B » pour You Are
- 2013 : Nomination dans la catégorie « Meilleure chanson Gospel » pour If I Believe
- 2014 : 2 nominations dans les catégories « Meilleure collaboration Chant/Rap » et « Meilleure Chanson Rap » pour Bound 2  (avec Kanye West)
- 2015 : 2 nominations dans les catégories "Meilleure performance R&B Traditionnel" pour My Favorite Part Of You et « Meilleur Album R&B » pour Forever Charlie
- 2018 : Nomination dans la catégorie "Meilleure performance R&B Traditionnel" pour Made For Love (avec Lalah Hathaway)[4]